# Ponca venosa
Ponca venosa är en insektsart som beskrevs av Morgan Hebard 1928. Ponca venosa ingår i släktet Ponca och familjen syrsor. Inga underarter finns listade i Catalogue of Life.